# Aepinus
Aepinus is een geslacht van kreeftachtigen uit de klasse van de Malacostraca (hogere kreeftachtigen).

## Soorten
- Aepinus indicus (Alcock)
- Aepinus septemspinosus (A. Milne-Edwards, 1878)